# Dapanoptera plenipennis
Dapanoptera plenipennis är en tvåvingeart som först beskrevs av Walker 1865.  Dapanoptera plenipennis ingår i släktet Dapanoptera och familjen småharkrankar. Inga underarter finns listade i Catalogue of Life.